# قبر ألكساندروفو التراقي
قبر ألكسندرُوفو هو موقع دفن تراقي يقع بالقرب من ألكسندرُوفو في محافظة هاسكوفو بجنوب شرق بلغاريا، ويعود تاريخه إلى حوالي القرن الرابع قبل الميلاد.
في 17 ديسمبر 2000، تم اكتشاف القبر عن طريق الصدفة بواسطة آلة لحفر الأرض. لاحقًا، دخل اللصوص القبر وأتلفوا بعضًا من لوحاته الجدارية. في عام 2001، قاد عالم الآثار البلغاري جورجي كيتوف [الإنجليزية] حفريات إنقاذ في القبر، حيث اكتشف غرفة دائرية يبلغ قطرها حوالي 3 أمتار (9.8 قدم)، يمكن الوصول إليها عبر غرفة أمامية صغيرة ونفق بطول حوالي 6 أمتار (20 قدم). كلا الغرفتين مزخرفتان بلوحات جدارية محفوظة بشكل جيد تعكس معرفة الفنان بفن العصور الكلاسيكية المتأخرة والفن الهلنستي المبكر. تُظهر اللوحة الجدارية في الغرفة الرئيسية مشهدًا لصيد حيث يتم مهاجمة خنزير بري من قبل صياد على ظهر حصان ورجل عارٍ يحمل فأسًا مزدوجًا. يُفسر الفأس المزدوج على أنه يمثل القوة الملكية، بينما يُعتبر الرجل العاري تمثيلًا للإله زالموكسيس، إله الشمس التراقي الذي يُقابِل زيوس.
تُظهر الكتابة على الجدران في الغرفة اسم تراقي "كوزيمسيس"، ما قد يشير إلى راعي القبر أو الفنان الذي أنشأ اللوحات.
تُرجح الدراسات أن القبر يعود إلى أوائل القرن الرابع قبل الميلاد. وتظهر اللوحات الجدارية التأثيرات اليونانية في أسلوب الملابس والمظهر، حيث اختفت اللحى والوشوم والعباءات والقبعات، وحلت الأحذية اليونانية محل الأحذية التراقيّة. من المحتمل أن القبر يعود إلى قبيلة التريبالي [الإنجليزية].
تُظهر اللوحات أيضًا التراقيين وهم يرتدون حلقات ذهبية أو برونزية حول أعناقهم (عادة ثلاث حلقات).
في الوقت الحالي، تم الحفاظ على القبر الأصلي وأُغلق أمام الزوار، لكن تم بناء نسخة طبق الأصل وعرضها في مركز متحف الفن التراقي في جبال رودوب. تعرض النسخة اللوحات الجدارية التراقيّة الرائعة التي تُظهر أسلوب حياتهم بأسلوب فني "تراقي أصيل".

في عام 2021، منح القبر ومركز متحف الفن التراقي في جبال رودوب "وسام التراث الأوروبي [الإنجليزية]" ليصبح أول موقع بلغاري يحصل على هذا الشرف.

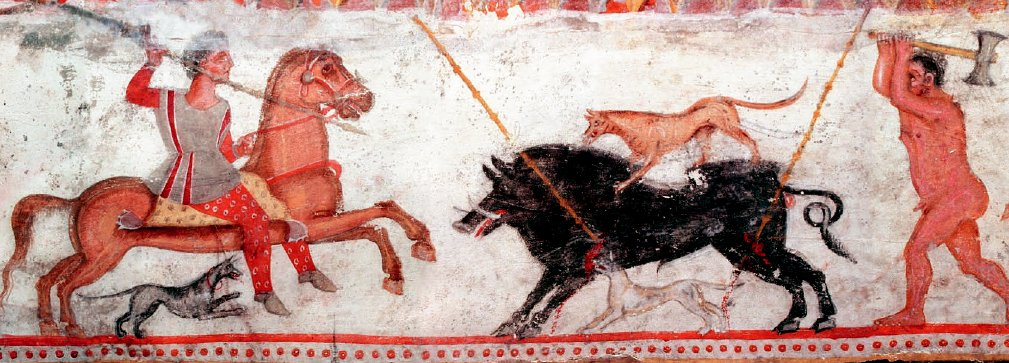
مشهد الصيد على اللوحة الجدارية للغرفة الرئيسية